# Polysaccammininae
Polysaccammininae es una subfamilia de foraminíferos bentónicos de la familia Polysaccamminidae, de la superfamilia Psammosphaeroidea, del suborden Saccamminina y del Orden Astrorhizida. Su rango cronoestratigráfico abarca desde el Ypresiense (Eoceno inferior) hasta la Actualidad.

## Discusión
Clasificaciones previas hubiesen incluido Polysaccammininae en la superfamilia Astrorhizoidea, así como en el suborden Textulariina del orden Textulariida.

## Clasificación
Polysaccammininae incluye a los siguientes géneros:
- Goatapitigba
- Polysaccammina
- Saccamminoides